# Agriopodes jucundella
Agriopodes jucundella là một loài bướm đêm trong họ Noctuidae.